# مؤتمر سلام جزيرة ستاتن

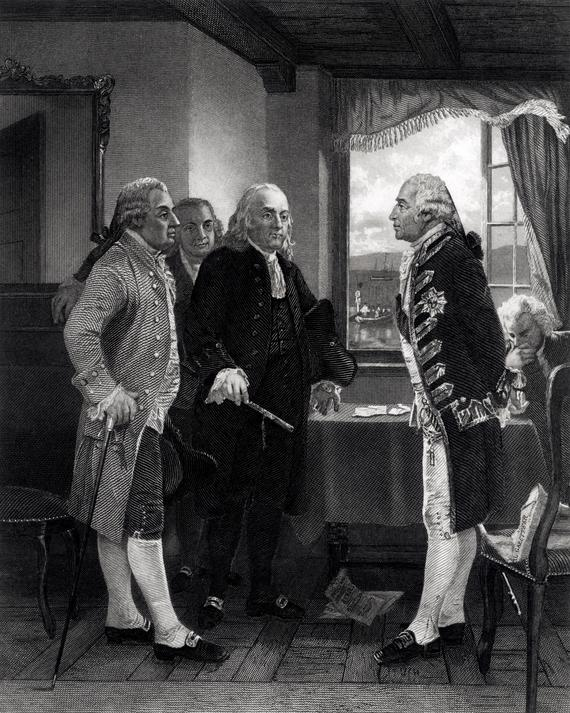
نقش يصور جانبًا من المؤتمر

عُدَّ مؤتمر سلام جزيرة ستاتن (بالإنجليزية: Staten Island Peace Conference)‏ مؤتمرًا دبلوماسيًا غير رسمي ومقتضب عُقد بين ممثلي التاج البريطاني والمستعمرات الثلاث عشرة في أمريكا الشمالية على أمل التوصل إلى نهاية سريعة للثورة الأمريكية الوليدة. وقد عُقد المؤتمر في 11 سبتمبر من عام 1776، في الأيام التي تلت استيلاء البريطانيين على لونغ آيلند، وبعد أقل من ثلاثة أشهر من إعلان الاستقلال الرسمي للمستعمرات. وقد عقد في دار المؤتمرات بيلوب مانور، مقر إقامة العقيد الموالي كريستوفر بيلوب، في جزيرة ستاتن، نيويورك. من بين المشاركين كان الأدميرال البريطاني ريتشارد هاو وأعضاء الكونغرس القارّي الثاني جون آدامز وبنجامين فرانكلين وإدوارد راتليدج.
تحت قيادة القوات البرية البريطانية في المستعمرات، سعى اللورد هاو للحصول على السلطة لحلّ الصراع سلميًا. بيد أن سلطته في التفاوض كانت محدودة للغاية من حيث التصميم، ما جعل وفد الكونغرس متشائمًا بشأن قرار صريح. وأصرّ الأمريكيون على الاعتراف باستقلالهم الذي أعلنوا عنه مؤخرًا والذي لم يستطع هاو منحهم إياه بالفعل. وبعد ثلاث ساعات فقط تقاعد المندوبون، واستأنف البريطانيون حملتهم العسكرية للسيطرة على مدينة نيويورك.

## الخلفية
عندما كانت السلطات البريطانية تخطط للتعامل مع مستعمراتها الثلاث عشرة في أمريكا الشمالية في أواخر عام 1775 وأوائل عام 1776، قرَّرت إرسال بعثة عسكرية كبيرة لاحتلال مدينة نيويورك. وقد مُنح الشقيقان، الادميرال ريتشارد هاو والجنرال ويليام هاو قيادة الجانبين البحري والبري للعملية، على التوالي. وبما أنهم يعتقدون أنه من الممكن إنهاء النزاع بدون المزيد من العنف، أصرَّ الأخوين هاو على منحهما السلطات الدبلوماسية بالإضافة إلى أدوارهما العسكرية. وكان الأدميرال هاو قد ناقش في وقت سابق المظالم الاستعمارية بشكل غير رسمي مع بنجامين فرانكلين بين 1774 و1775، لكن دون التوصل إلى حلّ. إذ اعتقد الجنرال هاو أن مشكلة الضرائب الاستعمارية يمكن حلها مع الاحتفاظ بسيادة البرلمان. في البداية، وافق الملك جورج الثالث على مضض، منح الأخوين هاو سلطات محدودة، ولكن اللورد جورج جيرمان اتخذ موقفًا أصعب، وأصر على ألا يُعطى هاو أي سلطة يمكن أن تنتهي باستيلائه على المطالب الاستعمارية من أجل تخفيف الضرائب يدون تمثيل أو ما يسمى بـ قوانين لا تُطاق. ونتيجة لهذا، لم يُمنَح الأخوين هاو إلا سلطة إصدار العفو العام، ولكن ليس لتقديم أي تنازلات جوهرية. بالإضافة إلى تكليف المفوضين بالسعي إلى حلّ الكونغرس القاري، وإعادة إنشاء الجمعيات الاستعمارية قبل الحرب، وقبول شروط قرار اللورد نورث للمصالحة بشأن الضرائب الشخصية، والوعد بالمزيد من المناقشة للمظالم الاستعمارية. لكن لن تُقدم أي تنازلات ما لم يتم إنهاء الأعمال العدائية، وما لم تُقبل الجمعيات الاستعمارية على وجه التحديد بالتفوق البرلماني.
بعد وصول الأسطول في يوليو عام 1776، قام الأميرال هاو بعدة محاولات لفتح الاتصال مع الجنرال جورج واشنطن في الجيش القاري. لكن رُفضت محاولتين لتسليم رسائل إلى واشنطن لأن هاو رفض الاعتراف بلقب واشنطن. إلا أن واشنطن وافق على الاجتماع الشخصي مع العقيد جيمس باترسون. وفي الاجتماع الذي عُقد في 20 يوليو، علم واشنطن أن السلطات الدبلوماسية لدى هاو كانت مقصورة في الأساس على منح العفو، وقد ردَّ على ذلك بأن الأمريكيين لم يرتكبوا أية أخطاء، وبالتالي لم يكونوا بحاجة إلى العفو. أرسل اللورد هاو رسالة إلى بنجامين فرانكلين يشرح فيها بالتفصيل اقتراحه بشأن الهدنة وعروض العفو. بعد أن قرأ فرانكلين الخطاب في الكونغرس في 30 يوليو، كتب إلى الأدميرال أن «توجيه العفو لتقديمه للمستعمرات، الذين هم نفس الأطراف المصابين، [...] لا يمكن أن يكون له أي تأثير آخر غير زيادة الاستياء. من المستحيل أن نفكر في الخضوع لحكومة قامت بأشد أشكال الهمجية والقسوة في إحراق مدينتنا الغير مجهزة بسبل الحماية، [...] وإثارة الهمج على ذبح مزارعينا المسالمين، وتحريض العبيد لقتل أسيادهم، وحتى الآن هو الذي يجلب المرتزقة الأجانب لغمر مستوطناتنا بالدماء». وأشار أيضًا إلى الأميرال «لقد منحتني في يوم من الأيام الأمل بأن المصالحة قد تتم». لكن يبدو أن هاو قد تفاجأ بعض الشيء من ردة فعل فرانكلين القوية.
في معركة لونغ آيلند في 27 أغسطس 1776، احتلَّت القوات البريطانية بنجاح غربي لونغ آيلند (بروكلين الحديثة)، ما اضطر واشنطن لسحب جيشه إلى مانهاتن. ثم توقف الجنرال هاو لتعزيز المكاسب، وقرر الأخوان القيام بمادرة دبلوماسية. خلال المعركة، أسروا عدة ضباط من الجيش القارّي من ذوي الرتب العالية، بمن فيهم اللواء جون سوليفان. وقد تمكن هاو من إقناع سوليفان بأن المؤتمر الذب سيُعقد مع أعضاء الكونغرس القاري قد ينتهي بنتائج مثمرة، وأفرج عنه تحت إطلاق سراح مشروط لتسليم رسالة إلى الكونغرس في فيلادلفيا، يقترح فيها عقد اجتماع غير رسمي لمناقشة إنهاء الصراع المسلح بين بريطانيا ومستعمراتها الثلاث عشرة. وبعد خطاب سوليفان أمام الكونغرس، سَخِرَ جون آدامز من هذه المحاولة الدبلوماسية، واصفًا سوليفان بأنه «البطة المخدوعة» واتهم البريطانيين بإرسال سوليفان «لإغرائنا في نبذ استقلالنا»؛ وأشار آخرون إلى أنها محاولة لإلقاء اللوم على الكونغرس لإطالة فترة الحرب. إلا أن الكونغرس وافق على إرسال ثلاثة من أعضائه -آدامز، بنجامين فرانكلين وإدوارد راتلدج- إلى مؤتمر مع اللورد هاو. وقد تلقوا تعليمات «بطرح بعض الأسئلة والاستماع إلى إجابات، لكن لم يكن لديهم أي سلطة إضافية. عندما علم هاو بالسلطة المحدودة للجنة، نظر بإيجاز في الدعوة إلى الاجتماع، ولكن قرَّر أن يمضي بالأمر بعد مناقشة مع أخيه. ولم يعتقد أي من المفوضين أن المؤتمر قد يصل إلى أي نتيجة أو حلّ.
سعى اللورد هاو في البداية إلى مقابلة المفوضين باعتبارهم مواطنين عاديين، لأن السياسة البريطانية لم تعترف بالكونغرس على أنه سلطة شرعية. ومن أجل أن يجري المؤتمر، وافق هاو على المطلب الأمريكي بالاعتراف بهم كممثلين رسميين للكونغرس.